# Yannick Mamilonne
Yannick Mamilonne, né le 9 février 1992 à Saint-Claude, est un footballeur français, international guadeloupéen, évoluant au poste d'attaquant au AS Poissy.

## Biographie

### En club
Né en Guadeloupe, Yannick Mamilonne vit en métropole de dix à quatorze ans. Parallèlement, il évolue au Football Olympique Plaisirois à Plaisir dans les Yvelines, en Excellence départementale (10e division),. À l'été 2013, il s'engage avec l'OFC des Mureaux en Division d'Honneur où il termine meilleur buteur du championnat avec 18 buts,. À l'été 2015, il rejoint l'AS Poissy en CFA où il est buteur à 18 reprises en 27 matchs,. 
En juin 2016, Yannick Mamilonne signe un contrat de deux ans plus une en option, avec l'Amiens SC, club pensionnaire de Ligue 2. À l'issue de la saison, il devient vice-champion de France avec Amiens, en participant à quatorze rencontres de championnat avec deux buts inscrits. La saison suivante, il est prêté à l'US Quevilly-Rouen fraichement promu en Ligue 2,,. Au cours de la saison, il joue vingt-et-un matchs de Ligue 2 et trouve le chemin des filets à cinq reprises. Au mercato estival de 2018, après avoir prolongé avec l'Amiens SC jusqu'en juin 2020, il rejoint le Paris FC en Ligue 2, toujours sous forme de prêt. Auteur de deux buts en quinze matchs, son équipe termine à la 4e place du championnat de Ligue 2 2018-2019, et se qualifie pour les matchs de barrages de montée en Ligue 1.

### En sélection
Depuis 2018, Yannick Mamilonne est appelé en équipe de Guadeloupe.

## Statistiques
| Saison                | Club                     | Championnat           | Championnat | Championnat | Coupe(s) nationale(s) | Coupe(s) nationale(s) | Total | Total |
| Saison                | Club                     | Division              | M.          | B.          | M.                    | B.                    | M.    | B.    |
| 2016-2017             | Amiens SC                | Ligue 2               | 14          | 2           | 2                     | 0                     | 16    | 2     |
| 2017-2018             | US Quevilly-Rouen (prêt) | Ligue 2               | 21          | 5           | 1                     | 0                     | 22    | 5     |
| 2018-2019             | Paris FC (prêt)          | Ligue 2               | 15          | 2           | 1                     | 0                     | 16    | 2     |
| Total sur la carrière | Total sur la carrière    | Total sur la carrière | 50          | 9           | 4                     | 0                     | 54    | 9     |

## Palmarès
- Amiens SC
  - Championnat de France de Ligue 2
    - Vice-champion en 2017

## Vie privée
Il est père d'une fille née en 2012.